# Cheilosia divaricata
Cheilosia divaricata är en tvåvingeart som först beskrevs av Am Stein 1857.  Cheilosia divaricata ingår i släktet örtblomflugor, och familjen blomflugor.
Artens utbredningsområde är Tyskland. Inga underarter finns listade i Catalogue of Life.